# Незвичайні пригоди Карика і Валі

Обкладинка першого видання роману в 1937 році.

«Незвичайні пригоди Карика і Валі» (рос. Необыкновенные приключения Карика и Вали) — науково-фантастична повість із елементами казкової фантастики та науково-популярної літератури, російського радянського письменника латиського походження Яна Ларрі. Твір уперше опубліковано у видавництві «Детгиз» у 1937 році, після чого неодноразово перевидавався як російською мовою, так і багатьма іншими мовами. У книзі, яка розрахована переважно на дитячу аудиторію, на фоні фантастичного сюжету — винайдення ученим речовини, що має здатність зменшувати в розмірах живі істоти — описуються життя тваринного світу, насамперед комах, та рослинного світу, який оточує героїв книги.

## Стислий сюжет
Книга розпочинається із таємничого зникнення двох дітей — брата і сестри Карика і Валі, які живуть на околиці великого міста у багатоквартирному будинку. Сліди їх ведуть до квартири професора-біолога Івана Гермогеновича Єнотова, до якого вони любили часто заходити у гості, де знаходять їх одяг і взуття, після чого сліди Карика і Валі губляться. За слідами. які залишились у квартирі, професор зрозумів, що діти із цікавості випили розчин зменшувального порошку, який йому вдалось недавно синтезувати, та про який діти знали. Після цього вони залізли на спину бабки, яка перед цим випадково залетіла у квартиру, і яку діти вважали мертвою, після чого та злетіла у повітря та полетіла у бік найближчої водойми. Професор, логічно вирахувавши напрямок польоту комахи, вирушив до водойми, біля якої сам випив розчин зменшувальної рідини, залишивши у малопомітному місці коробку із трьома дозами збільшувального порошку, позначивши це місце невеликою жердиною із прапорцем, після цього він у важкій боротьбі з осою, що потрапила в павутину, здобуває зброю для боротьби з комахами — її жало. Далі він робить собі одяг із павутини, а далі сам ледве не стає жертвою вовчка-капустянки.
За цей час діти летять на бабці до водойми, по дорозі спостерігаючи, як вона полює в повітрі на інших комах. Після прильоту до водойми їх відразу атакує водомірка, проте їм вдається уникнути небезпеки. Проте майже відразу Карик і Валя ледь не стають жертвою павука-сріблянки, і дітей рятує лише напад іншого павука на їх нападника. Далі діти вибираються на берег, проте роблячи спробу добути собі ягід, вони знову потрапляють у водойму і пливуть за течією, де й зустрічаються з професором. Йому вдається витягнути Карика і Валю з води. Далі професор розказує дітям про свої пригоди, і вказує їм напрямок руху до коробки із збільшувальним порошком, відмітивши, що тепер шлях до неї може розтягнутися на кілька місяців у зв'язку із зменшенням їх довжини тіла та кроку. Після цього професор запропонував дітям роздобути їжу — молоко попелиць, яке полюбляють мурахи. Після завершення трапези Карик і Валя разом із професором мають можливість спостерігати, як попелиць поїдає велетенське для них за розмірами сонечко. Далі мандрівники спускаються до річки, йдучи слідом за жуком-плавунцем. Біля води діти з професором роблять перепочинок. Далі в дорозі мандрівники мають можливість бачити бійку двох видів мурах, під час якої червоні мурахи намагалися захопити рабів у чорних мурах. Карик робить спробу втрутитись у бійку, кидаючи в мурах камінцями, проте вони нападають на дітей, і людям вдається врятуватись втечею до води. Далі професор з дітьми потрапляють під рясний дощ, і ледь не гублять один одного. Невдовзі мандрівникам доводиться шукати притулок на ніч, для чого вони вимушені вигнати із свого будиночка личинку волохокрильця. Зранку професор погодував дітей власноруч приготованою яєшнею з яйця якоїсь пташки, використавши невелике джерело болотяного газу. Далі всі троє вирушають у похід до місця знаходження коробки зі збільшувальним порошком. По дорозі вони ласують залишеною для личинки бджоли-андрени харчами, проте після час трапези спочатку професора, а пізніше дітей, викрадає оса евмена, яка відносить їх до свого гнізда на корм личинкам. Мандрівникам вдається вибратись із гнізда, а пізніше спуститися на землю по стовбуру сосни. На ніч професор і діти влаштовуються ночувати у пустому горіхові, проте вночі вітер зносить цей горіх на річку, при цьому діти гублять професора. Вибравшись на суходіл, діти розпочинають шукати професора, при цьому Валя залазить у якусь квітку, яка відразу закривається, і дівчинка не може вибратися з неї. Професор зустрічається з Кариком, який безуспішно шукає сестричку. Зранку квітка відкривається, і Валя зуміла вийти з квітки. Професор пояснює, що це пов'язано із властивостями енотери закривати квітку на ніч.
Після цього мандрівники продовжили шлях до місця перебування коробки зі збільшувальним порошком, по дорозі харчуючись бджолиним медом, яйцями птахів, нектаром, зрідка м'ясом пташок. Проте раптово діти потрапили в пастку до личинки мурашиного лева, з якої їм вдалось вибратися, проте при цьому Карик серйозно поранив ногу. Мандрівникам доводиться знайти зручне місце, щоб зробити перепочинок і підлікувати Карикові ногу. Під час перепочинку професор знаходить склад із джмелиним медом, який сподобався дітям на смак. Також він приносить у печеру, де зупинились мандрівники, яйця жуків-світляків, які уночі освітлюють приміщення. Для подальшої подорожі професор вирішує спорудити човен із листя дерев. Для пришвидшення роботи він використовує як тяглову робочу силу личинку жужелиці. Карик пробує допогти Валі та професору в будівництві човна, проте випадково розбиває перед входом бочку з медом. На мед злітається велика кількість мух, яких доводиться відганяти вибухами зі спорами грибка-емпузи. Крило з мертвої мухи вирішено застосувати як вітрило для човна. Нарешті човен вирушає в подорож, і пристає в потрібному місці до берега. Подальший шлях до коробки зі збільшувальним порошком професор вирішує подолати на джмелях. Їм вдається щасливо долетіти до потрібного місця якраз вчасно, тому що перед цим на землю впала жердина-вказівник, що утруднило б мандрівникам пошук коробки. Проте в останній момент професор помітив біля коробки рідкісного метелика, якого хотів упіймати. Це йому вдається, проте у боротьбі він розсипав одну дозу збільшувального порошку. Професор вирішує, щоб діти з'їли порошок та донесли його в якійсь ємності додому. Діти з'їдають порошок, збільшуються та приходять додому неушкодженими. Професору доводиться почекати до ранку свого збільшення, оскільки його квартира опечатана міліцією після зникнення його та дітей.

## Екранізації книги
У 1987 році на кіностудії «Ленфільм» на основі повісті знято однойменний двосерійний художній фільм. У 2005 році на основі повісті в Росії знято однойменний анімаційний фільм.

## Переклади
Книгу перекладено великою кількістю іноземних мов, зокрема англійською, французькою, сербською, грузинською, японською, хорватською, чеською, болгарською, японською, в'єтнамською мовами. Українською мовою твір уперше перекладений в 1985 році, і вийшов друком у видавництві «Веселка», пізніше перевидавався у 2010, 2013 та 2016 роках.